# Ramal C22 del Ferrocarril Belgrano
El Ramal C22 pertenecía al Ferrocarril General Belgrano, Argentina.

## Ubicación
Se hallaba en la provincia de Santiago del Estero, dentro del Departamento Moreno.

## Características
Era un ramal industrial de la red de vía estrecha del Ferrocarril General Belgrano, cuya extensión era de 66 km entre la localidad de Hernán Mejía Miraval y los parajes de Las Tinajas y Villa Braña. Partía hacia el sudeste desde el km 644.2 del Ramal C5. A 2013 se encuentra desmantelado y sin operaciones.